# Cervidellus vexilliger
Cervidellus vexilliger är en rundmaskart. Cervidellus vexilliger ingår i släktet Cervidellus och familjen Cephalobidae. Arten är reproducerande i Sverige. Inga underarter finns listade i Catalogue of Life.